# Beja (Portugal)
Beja ist eine Stadt in der südportugiesischen Region Alentejo. Das Stadtgebiet umfasst die ehemals vier, nunmehr zu zwei fusionierten Kirchspiele (Freguesia) Salvador, Santa Maria da Feira, Santiago Maior und São João Baptista, mit denen Beja zusammen ca. 24.000 Einwohner hat. Eine eigene Freguesia mit dem Namen Beja gibt es nicht.
Die Wurzeln der Stadt reichen bis in keltiberische Zeit zurück. Die ältesten Relikte stammen aus römischer Zeit, aus westgotischer Zeit stammt eine der beiden Kirchen des Frühmittelalters in Portugal. Anfang des 8. Jahrhunderts wurde die Stadt muslimisch und blieb dies – mit einer Unterbrechung von 1162 bis 1167 – bis zum Jahr 1228. Sie brachte sowohl in muslimischer als auch in christlicher Zeit bedeutende Dichter und Humanisten hervor.

## Geschichte
Wahrscheinlich wurde Beja im 5. Jahrhundert v. Chr. von Kelten gegründet, doch die ersten Erwähnungen erfolgten erst im 2. Jahrhundert v. Chr. durch Polybios und Ptolemaeus.
Die Römer nannten die Stadt Pax Julia, bauten eine Straße und die Stadt erhielt eine der unter Augustus geschaffenen vier Kanzleien Lusitaniens.
Im 5. Jahrhundert erschienen Alanen, Sueben und Vandalen auf dem Gebiet Portugals, die Region um Beja wurde zunächst von Alanen besetzt, dann von Sueben. Alanen und Vandalen verließen die Iberische Halbinsel jedoch bereits 428, um Nordafrika zu erobern. Ihnen folgten um 430 die Sueben, die um 440 Beja eroberten. Die Westgoten besetzten im Jahr 473 Sevilla und dürften bald auch Beja erobert haben; die Sueben zogen sich in den Nordwesten der Iberischen Halbinsel zurück. Beja wurde erstmals Sitz eines Bistums und erhielt den Namen Paca.
Die als Mauren bezeichneten Araber und Berber unter Führung der Umayyaden, die zwischen 661 und 750 das arabische Großreich führten, und Anfang des 8. Jahrhunderts die Region eroberten, umgaben die Stadt mit einer neuen Mauer. Die muslimische Herrschaft hielt sich bis zum Jahr 1162 unter wechselnden Herren. Dabei spielten nach den Omaijaden die Abadiden von Sevilla eine herausragende Rolle. In dieser Zeit erhielt die Stadt den Namen Beja. Sie wurde zum Geburtsort Al-Mutamids, der nicht nur Herr der Stadt war, sondern zu einem der bedeutendsten Dichter wurde. Im Jahr 756 floh einer der Umayyaden vor den Abbasiden, die ab 750 das arabische Weltreich beherrschten und Damaskus zu ihrer Hauptstadt machten, nach Westen und gründete ein Reich auf der Iberischen Halbinsel. Bis zum Jahr 760 gelang es Abd ar-Rahman I., das dortige muslimische Gebiet zu erobern. Die von ihm gegründete Dynastie herrschte bis 929, zunächst als Emire, dann als Kalifen.
Nach dem Sturz des Kalifats von Córdoba im Jahr 1031 entstanden zahlreiche Teilherrschaften, die Taifa-Königreiche. Beja unterstand zunächst den Aftasiden, bis es an das Königreich Sevilla fiel. In den Jahren 1162 bis 1167 gelang es christlichen Einheiten, unter deren Führern sich vor allem Geraldo sem Pavor hervortat, erstmals, eine größere Offensive durchzusetzen, und einer der Anführer, Fernando Gonçalves aus Santarém, eroberte Beja im Jahr 1162 kurzzeitig.
Mit der Eroberung durch die Almohaden-Berber wurde Beja wieder Bestandteil eines Großreichs mit Kontakten zu Nordafrika. Diese Periode dominierten Herrscher wie Ibn Al-Mundhir, Ibn Qasi und der letzte maurische König, den die Portugiesen „Aben Afan“ nannten. Ibn Wazir aus Silves beherrschte einige Jahre lang bis 1157 neben Beja auch Évora.
Ab dem Jahr 1228 begann Paio Peres Correia im Auftrag des portugiesischen Königs mit der endgültigen Eroberung der Algarve, im Jahr 1235 fiel Beja. Auch in der christlichen Epoche brachte die Stadt bedeutende Dichter hervor, wie Diogo de Gouveia (1471–1557), den Lehrer von Francisco de Xavier und Ratgeber König Joãos III., dann den Humanisten und Rektor der Universität Paris André de Gouveia (1497–1548), der zudem das Real Colégio das Artes e Humanidades in Coimbra gründete. Aus dieser Familie stammte auch der Humanist António de Gouveia.
In den Jahren von 1250 bis 1267 stritten Portugal und Kastilien um die Algarve, doch einigten sie sich unter Vermittlung des Papstes auf einen Vertrag. Kastilien verzichtete schließlich endgültig auf seine Rechte an der Algarve.
Im Jahr 1517 erhielt Beja die Stadtrechte. Im Jahr 1770 wurde die Stadt durch Papst Clemens XIV. erneut zum Sitz eines eigenen Bistums erhoben, nachdem es zuvor zum Erzbistum Évora gehört hatte.
Zwischen Mitte der 1960er und Anfang der 1990er Jahre gab es im Zusammenhang mit der Nutzung des nahen Militärflugplatzes durch die Luftwaffe eine deutsche „Kolonie“.

## Sehenswürdigkeiten
- Burg von Beja (Castelo)
- Kathedrale von Beja (Sé)
- Das Regionalmuseum von Beja (Museu Rainha D. Leonor), im ehemaligen Convento de Nossa Senhora da Conceição mit der Kirche Nossa Senhora da Conceição. Das Gebäude selber enthält zahlreiche wertvolle Azuleijos, aus dem 16. und 17. Jahrhundert; die Kirche verfügt über ein Wanddekor aus barocker Talha dourada.
- Der Pelourinho wurde anlässlich der Verleihung des Stadtrechts im Jahr 1517 auf dem Rathausplatz aufgestellt.
- Das Rathaus wurde 1881 fertiggestellt.
- Kloster São Francisco
- Die Igreja da Misericórdia war ursprünglich eine Markthalle, deren Laubengänge heute vor dem Gotteshaus noch erhalten sind.
- Die Igreja de Santa Maria, möglicherweise eine Gründung der Westgoten, wurde während der maurischen Zeit zu einer Moschee umgestaltet. Nach der Rückeroberung der Stadt im Jahr 1162 wurde sie in eine Kirche umgewandelt.
- Regionalmuseum Núcleo Visigótico in der ehemaligen Kirche Santo Amaro, die im 5. Jahrhundert zur Zeit der Westgoten erbaut wurde und eine der vier ältesten Kirchen Portugals ist.[5]
- Unweit der Burg von Beja ist am Largo Dr. Lima Faleiro ein Bogen der römischen Stadtmauer erhalten, der unter dem Namen Porta de Evora bekannt ist. Er wurde im 16. Jahrhundert abgetragen und 1938 neu errichtet. Im Osten der Altstadt ist in der Travessa Funda ein weiterer Bogen der römischen Stadtmauer zu sehen, der 1893 abgetragen und 1939 mit dem Originalsteinen wieder aufgebaut wurde. Im Süden der Altstadt steht am ehemaligen Stadttor Porta de Mértola ein auffallend hohes Stück der römischen Stadtmauer. Im Westen ist ein Wachturm an der ehem. Porta de Aljustrel erhalten.
- Ermida de Santo André

In der Umgebung
- römische Staumauer Muro da Prega
- römische Villa von Pisões 6 km südwestlich von Beja, nahe dem Ort Penedo Gordo

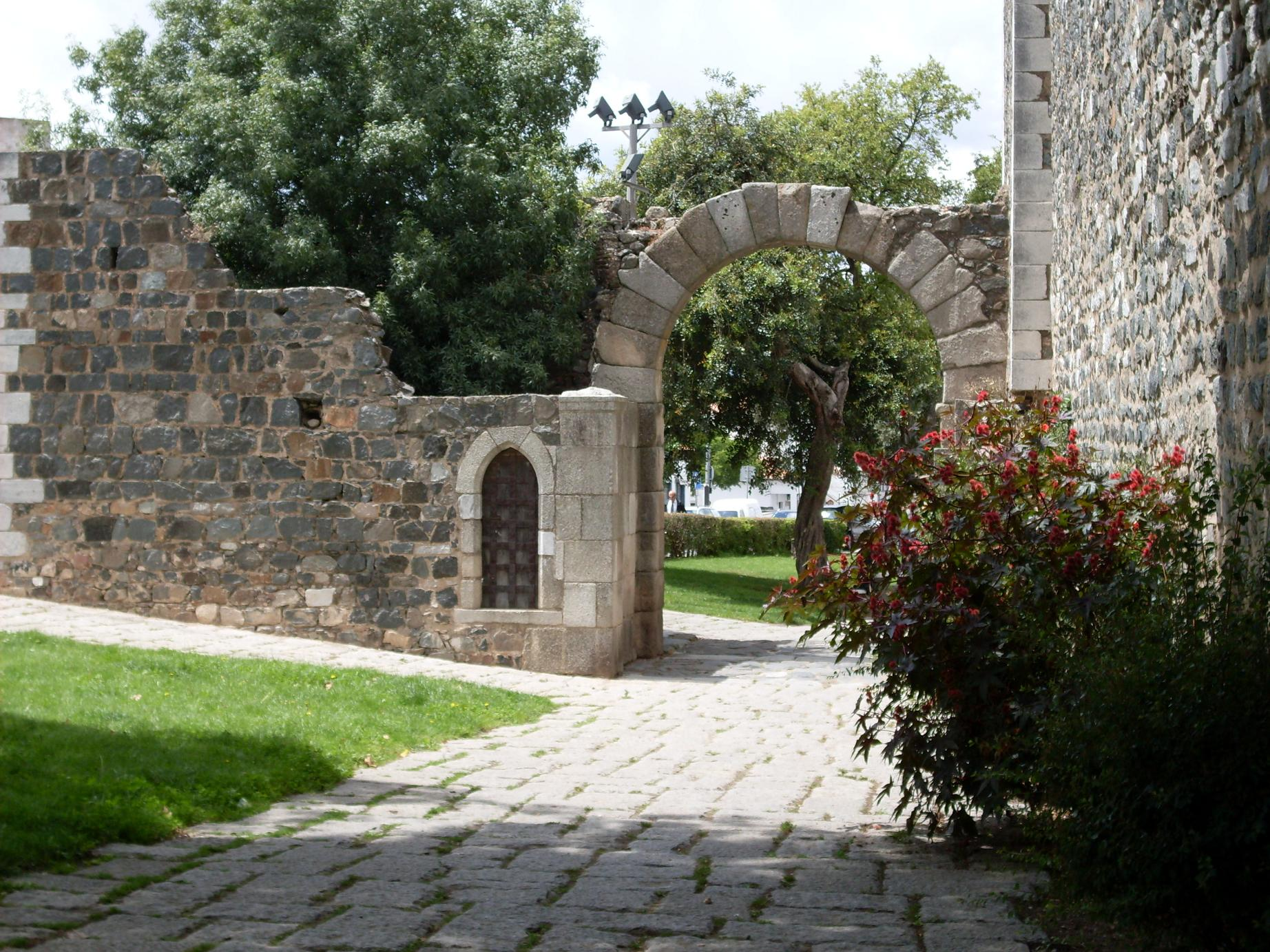
Römischer Bogen an der Burg Castelo de Beja
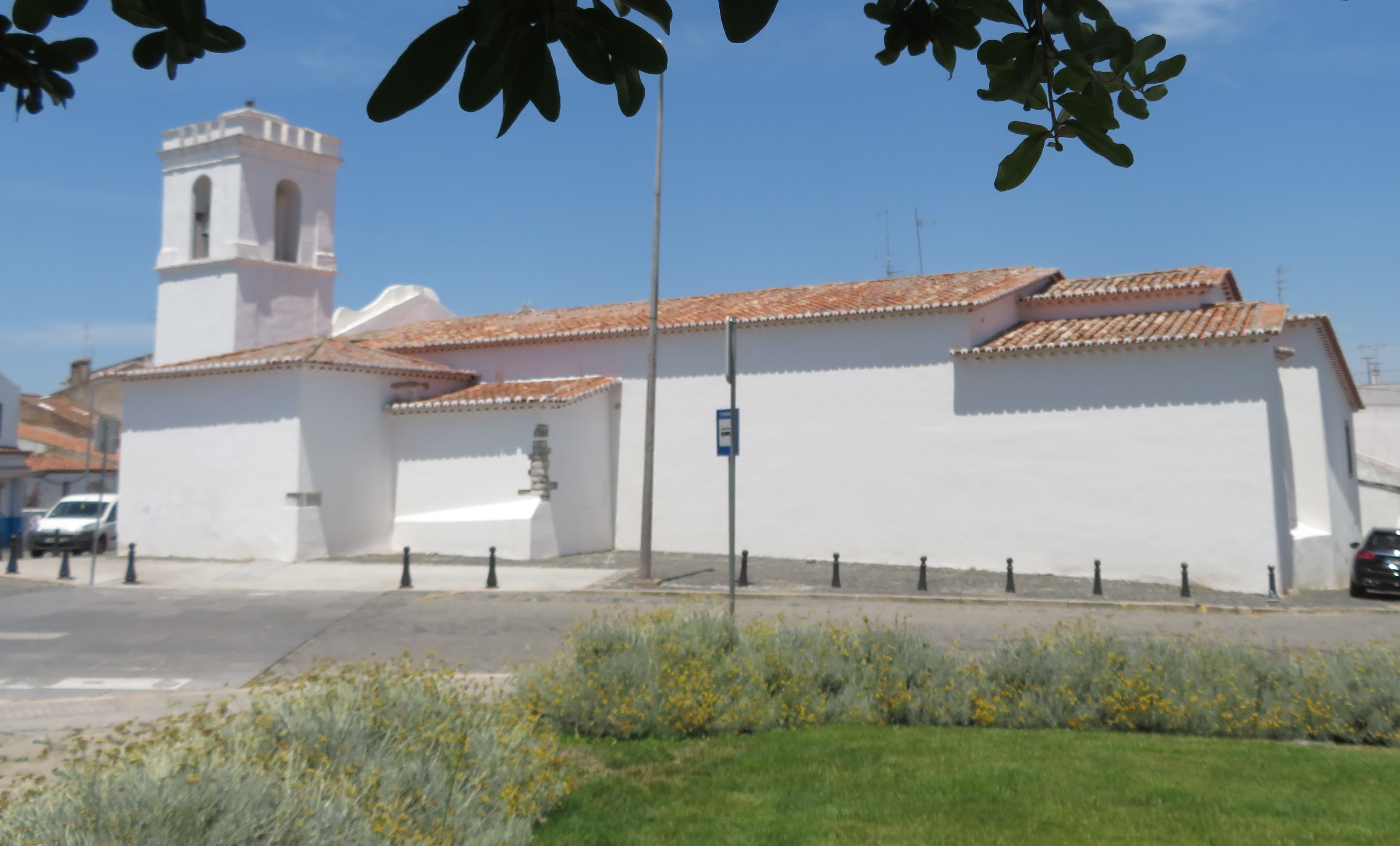
Santo-Amaro-Kirche
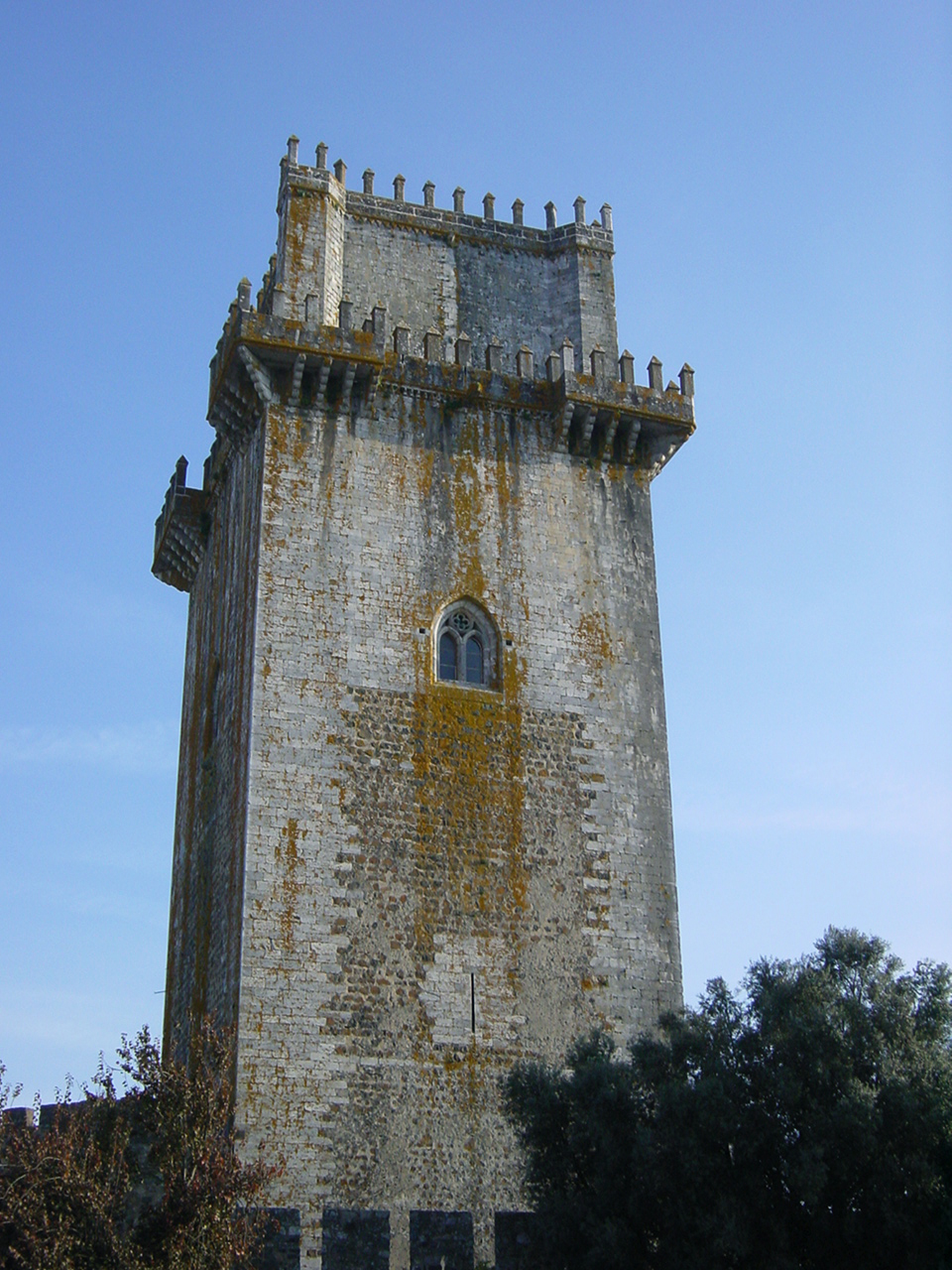
Burgfried
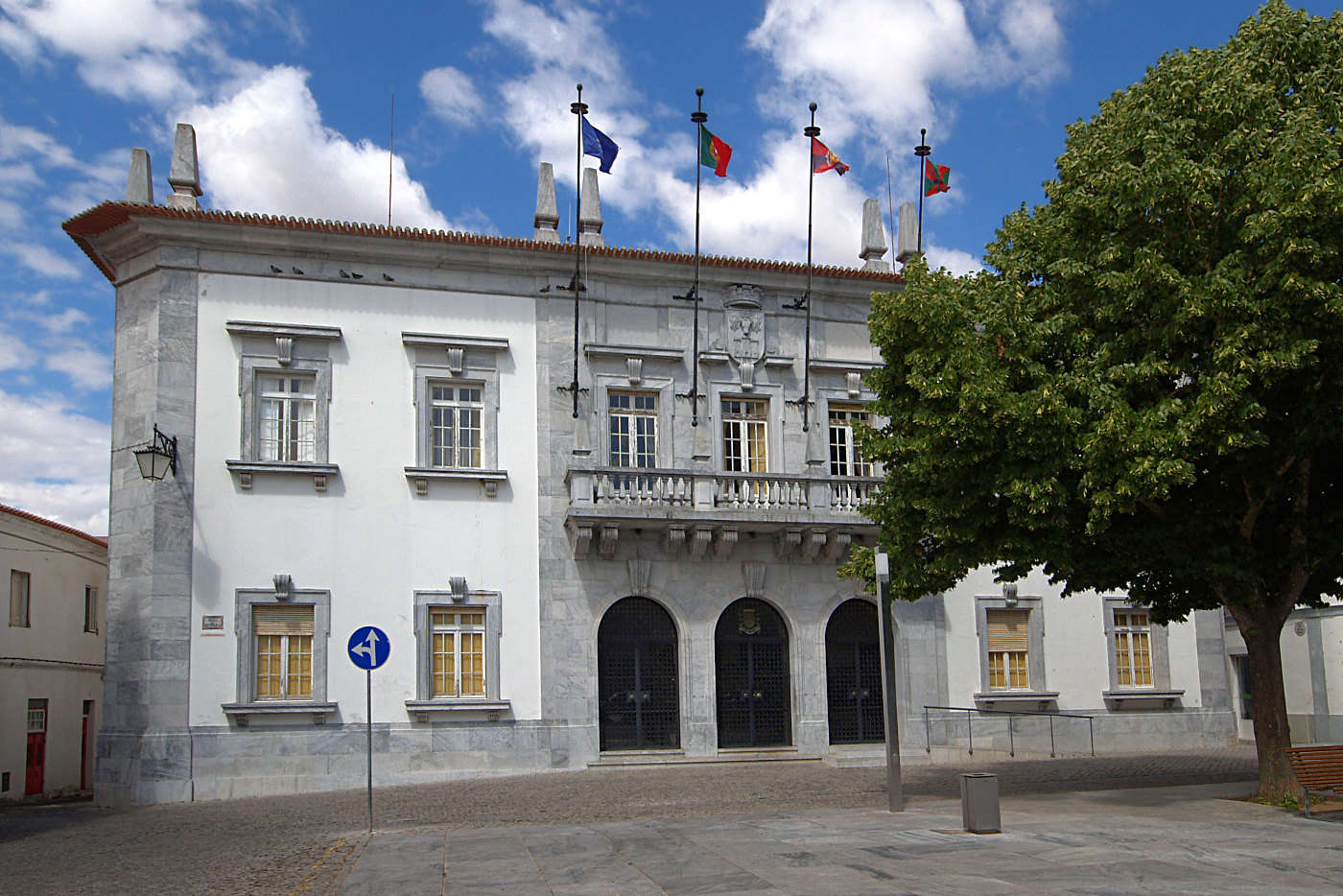
Rathaus
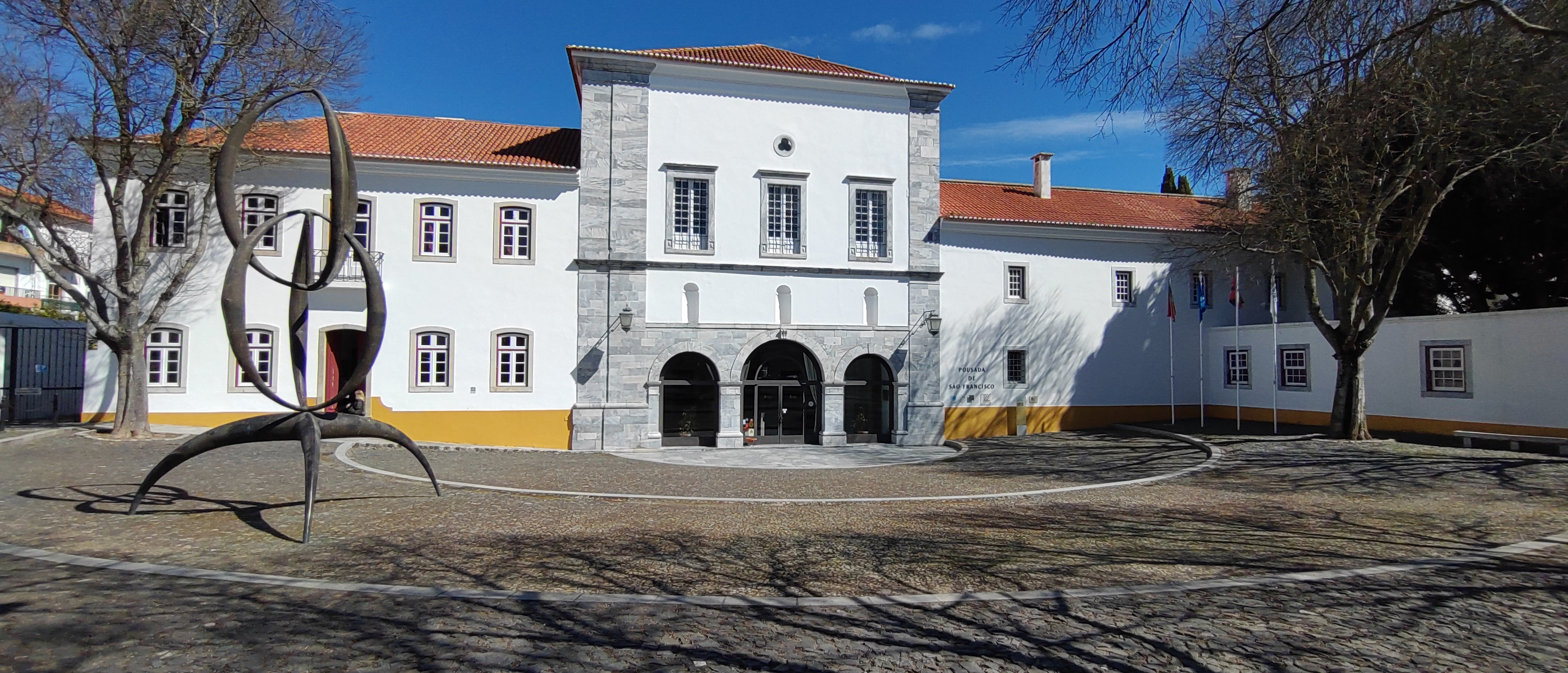
Pousada im Ortszentrum von Beja (Portugal) im ehemaligen Franziskanerkloster (März 2022)
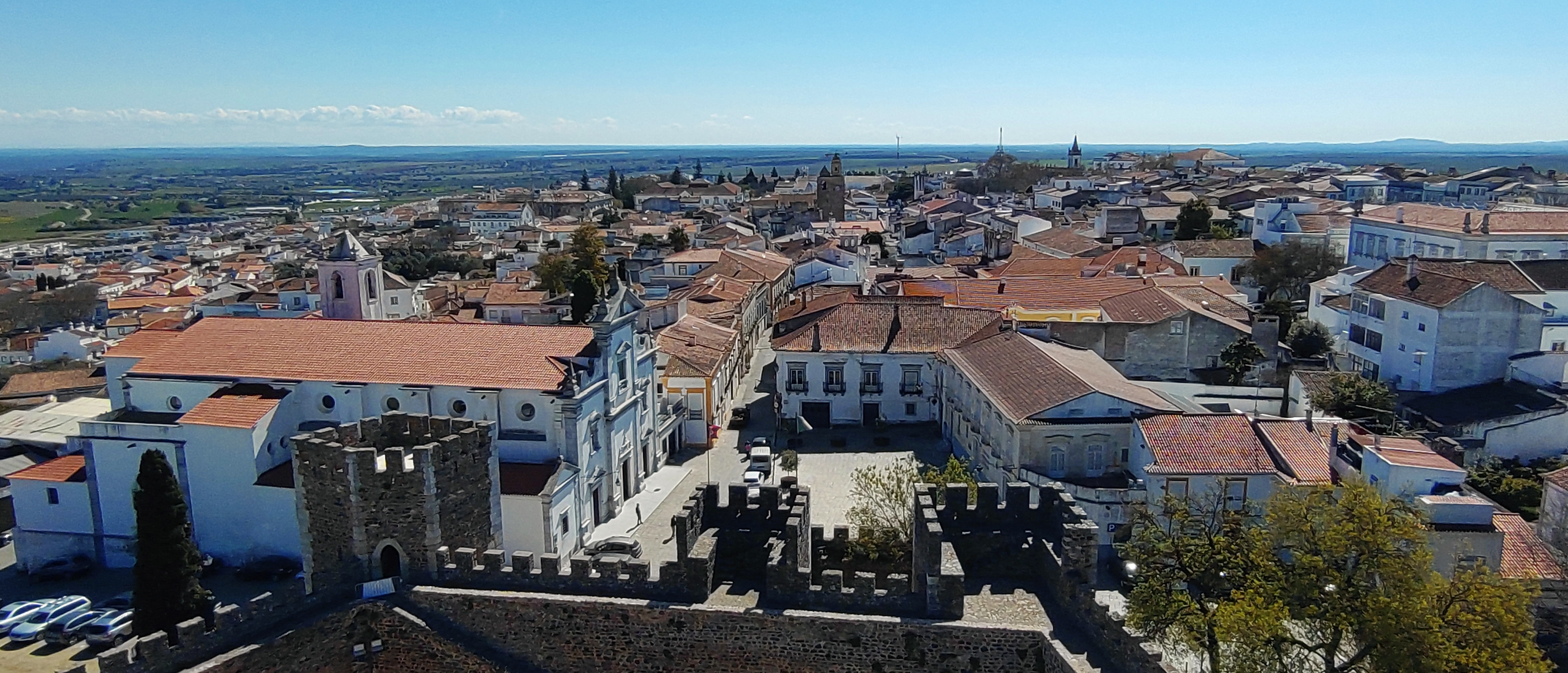
Blick auf Beja von der Burg aus im März 2022. Links die Kathedrale Sé.
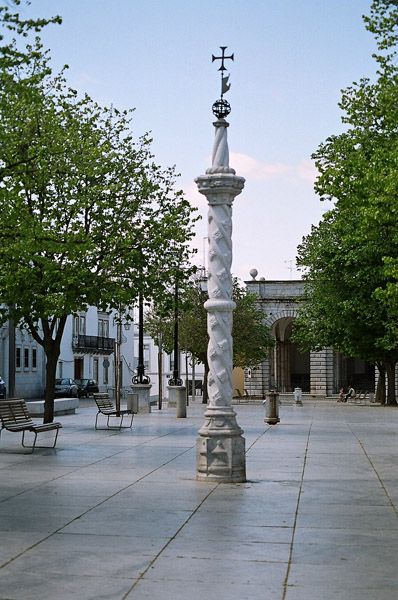
Pelourinho, Gerichtssäule
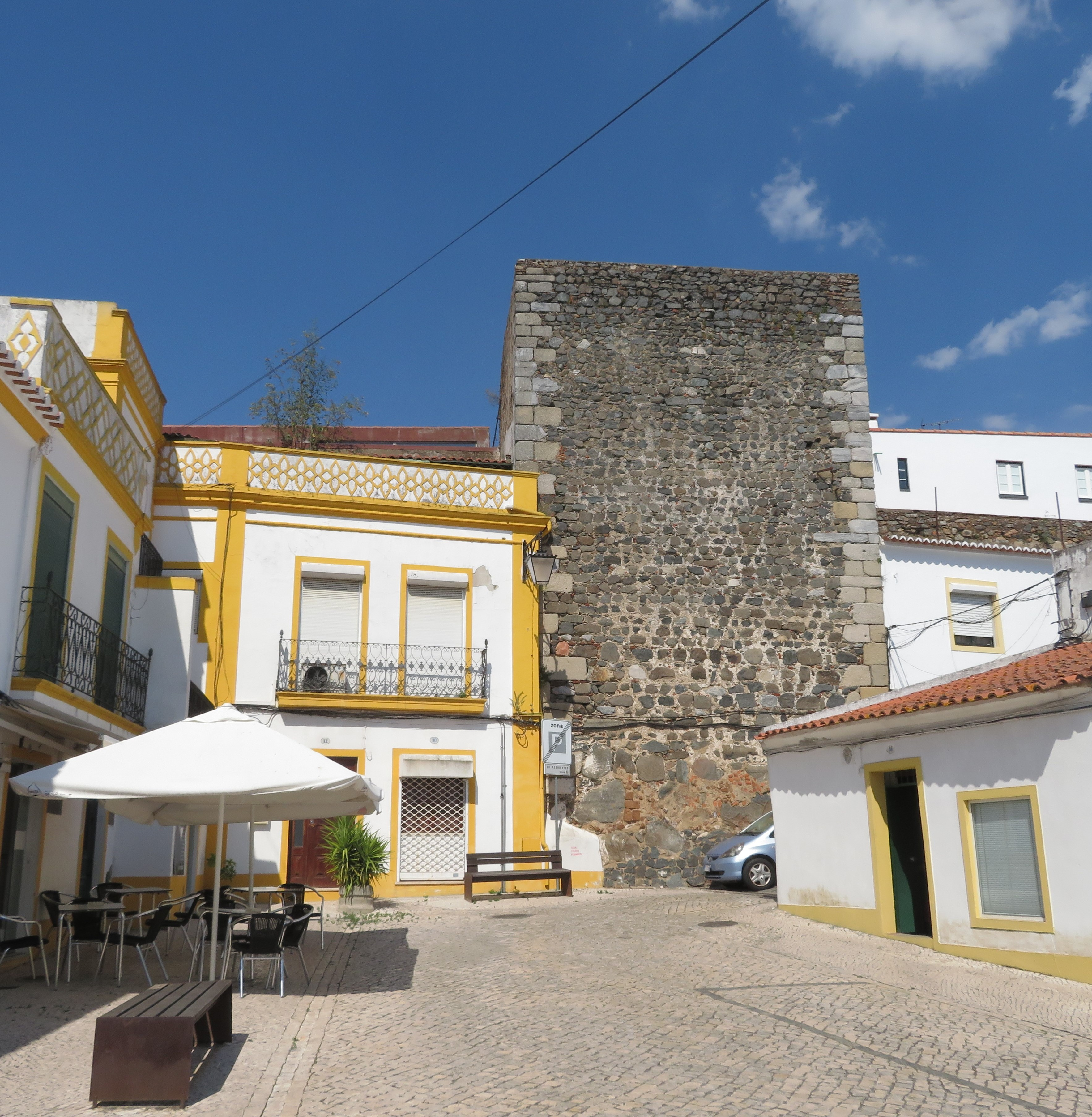
Turm der Stadtmauer an der Porta de Aljustrel
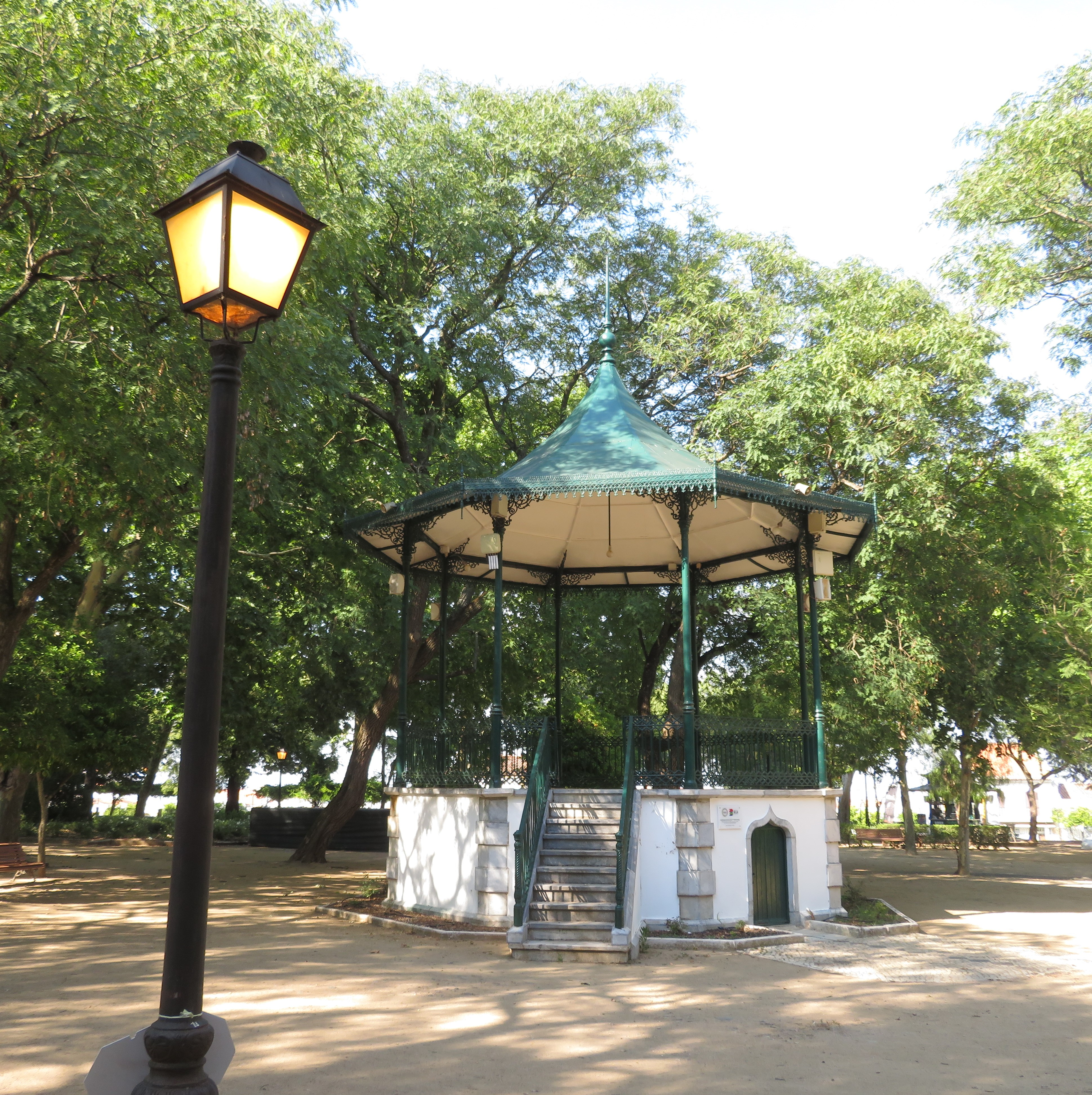
Pavillon im Jardim Gago Coutinho e Sacadura Cabra
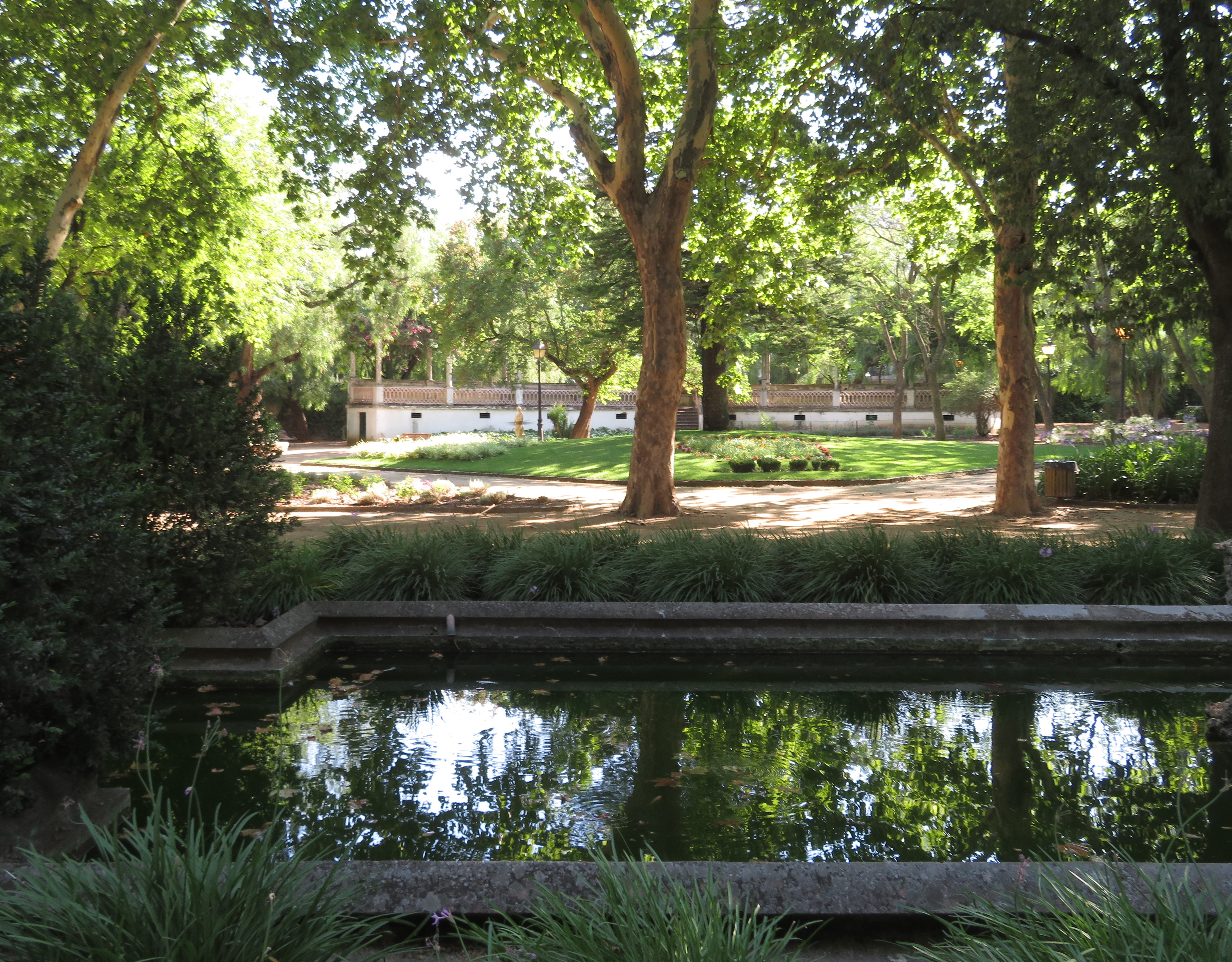
Pergola im Jardim Gago Coutinho e Sacadura Cabra

## Grünanlagen
Der Jardim Gago Coutinho e Sacadura Cabral ist ein sehr gepflegter, ab 1877 angelegter Park in zentraler Lage mit vielen Schatten spendenden alten Bäumen, einer Pergola, mehreren Denkmälern und Brunnen. In dem 2 ha großen Park sind 32 verschiedene Baumarten zu sehen. Der Park ist nach zwei Piloten benannt, die als erste Portugiesen 1922 den Südatlantik überflogen. Besonders markant ist der 1883 errichtete und 2022 renovierte Pavillon für Livemusik. Eines der Denkmäler im Park stellt den Feldherrn Gonçalo Mendes da Maia (1075–1170) dar, dem eine führende Rolle beim Kampf gegen die Mauren als einer der Anführer (lidadaor) im Rahmen der Reconquesta bei der Schlacht von Ourique nachgesagt wird. Das Denkmal stand ursprünglich auf der Praça de Armas außerhalb des Parks und wurde 1950 im Zusammenhang mit einer Wiederaufforstung und Umgestaltung nach einem Schneesturm im Februar 1941 an seinen heutigen Standort versetzt. An Gonçalo Mendes da Maia erinnern ebenfalls ein großes Gemälde aus Kacheln am Haupteingang des Parks sowie ein Denkmal auf dem Platz vor dem Busbahnhof.

## Verwaltung

### Kreis
Beja ist Hauptstadt des Distrikts Beja und Verwaltungssitz eines Kreises (Concelho). Die Nachbarkreise sind (im Uhrzeigersinn im Norden beginnend): Cuba, Vidigueira, Serpa, Mértola, Castro Verde, Aljustrel sowie Ferreira do Alentejo.
Mit der Gebietsreform im September 2013 wurden mehrere Gemeinden zu neuen Gemeinden zusammengefasst, sodass sich die Zahl der Gemeinden von zuvor 18 auf 9 verringerte.
Die folgenden Gemeinden (Freguesias) liegen im Kreis Beja:

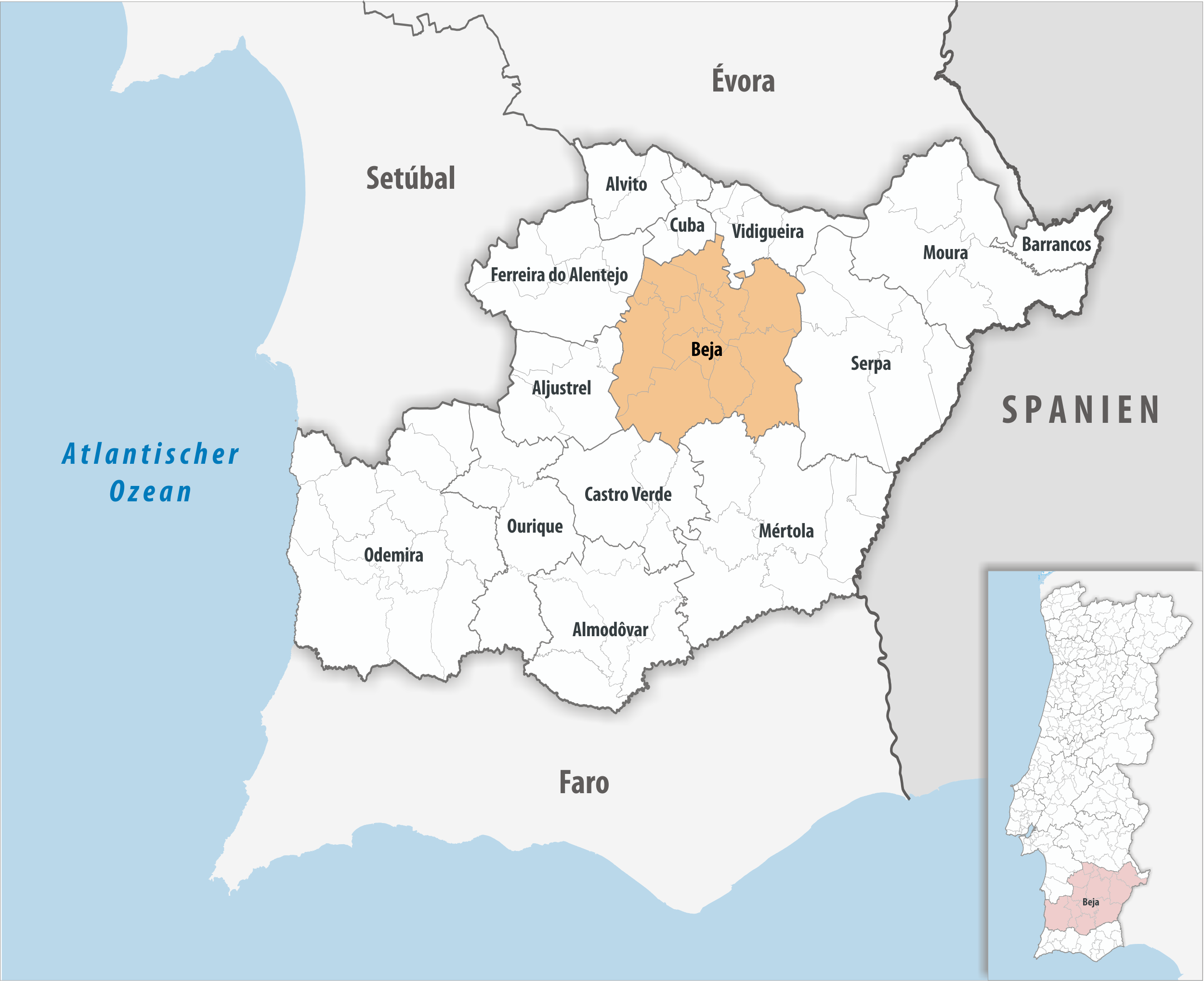
Kreis Beja

| Gemeinde                                  | Einwohner (2021) | Fläche km² | Dichte Einw./km² | LAU- Code |
| ----------------------------------------- | ---------------- | ---------- | ---------------- | --------- |
| Albernoa e Trindade                       | 889              | 209,38     | 4                | 020519    |
| Baleizão                                  | 884              | 139,74     | 6                | 020502    |
| Beja (Salvador e Santa Maria da Feira)    | 10.710           | 22,51      | 476              | 020520    |
| Beja (Santiago Maior e São João Baptista) | 13.363           | 51,27      | 261              | 020521    |
| Beringel                                  | 1.188            | 15,04      | 79               | 020503    |
| Cabeça Gorda                              | 1.125            | 78,16      | 14               | 020504    |
| Nossa Senhora das Neves                   | 1.525            | 53,14      | 29               | 020506    |
| Salvada e Quintos                         | 1.181            | 199,72     | 6                | 020522    |
| Santa Clara de Louredo                    | 747              | 71,88      | 10               | 020510    |
| Santa Vitória e Mombeja                   | 784              | 167,10     | 5                | 020523    |
| São Matias                                | 513              | 70,23      | 7                | 020516    |
| Trigaches e São Brissos                   | 485              | 68,26      | 7                | 020524    |
| Kreis Beja                                | 33.394           | 1.146,43   | 29               | 0205      |

### Bevölkerungsentwicklung
| Einwohnerzahl im Kreis Beja (1801–2011) | Einwohnerzahl im Kreis Beja (1801–2011) | Einwohnerzahl im Kreis Beja (1801–2011) | Einwohnerzahl im Kreis Beja (1801–2011) | Einwohnerzahl im Kreis Beja (1801–2011) | Einwohnerzahl im Kreis Beja (1801–2011) | Einwohnerzahl im Kreis Beja (1801–2011) | Einwohnerzahl im Kreis Beja (1801–2011) | Einwohnerzahl im Kreis Beja (1801–2011) | Einwohnerzahl im Kreis Beja (1801–2011) |
| --------------------------------------- | --------------------------------------- | --------------------------------------- | --------------------------------------- | --------------------------------------- | --------------------------------------- | --------------------------------------- | --------------------------------------- | --------------------------------------- | --------------------------------------- |
| 1801                                    | 1849                                    | 1900                                    | 1930                                    | 1960                                    | 1981                                    | 1991                                    | 2001                                    | 2011                                    |                                         |
| 14.971                                  | 14.824                                  | 25.382                                  | 37.143                                  | 43.119                                  | 38.246                                  | 35.827                                  | 35.762                                  | 35.730                                  |                                         |

### Kommunaler Feiertag
- Christi Himmelfahrt

### Städtepartnerschaften

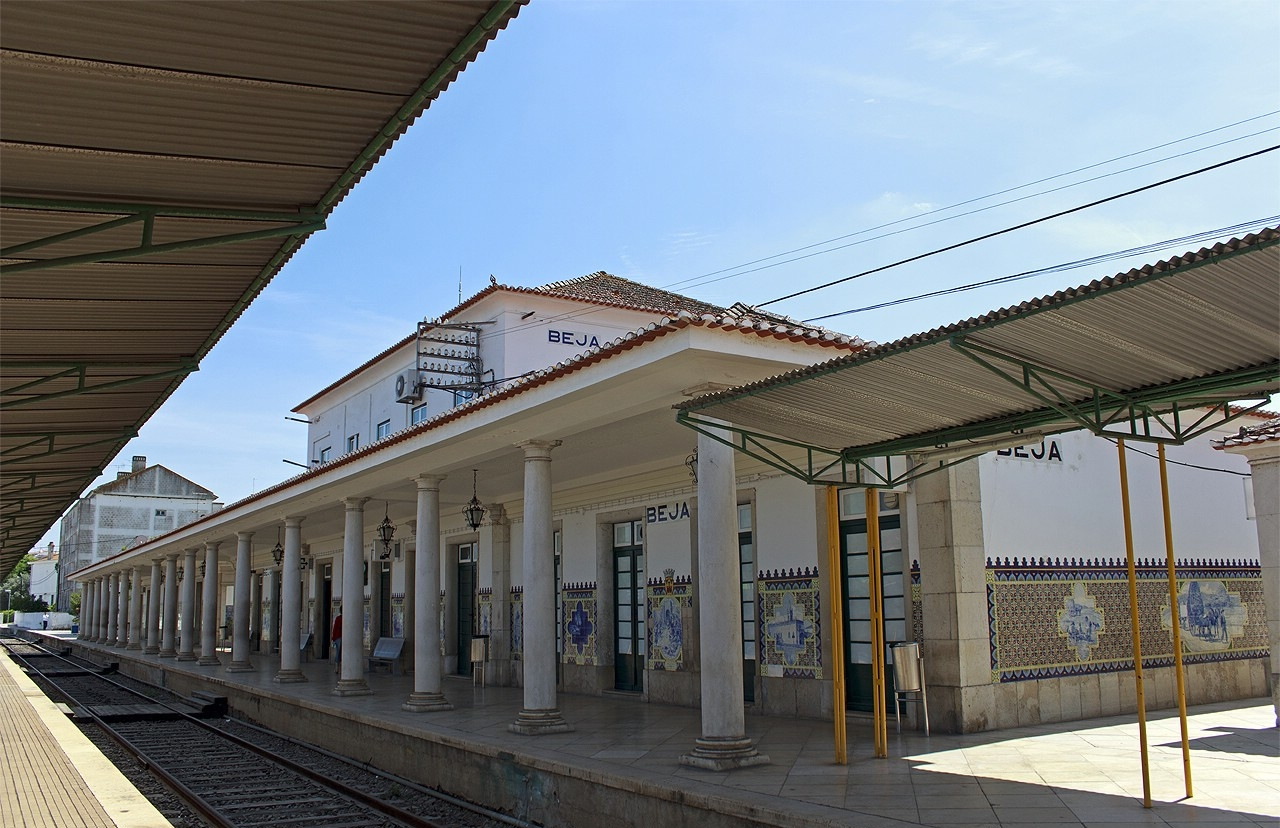
Der Bahnhof von Beja

- Tunesien: Beja (seit 1993)[11]

## Verkehr
Beja ist Endpunkt der Eisenbahnstrecke Linha do Alentejo. Geplant ist, die Strecke bis 2030 zu elektrifizieren und direkte Schnellzugverbindungen nach Lissabon einzurichten. Die Stadt ist außerdem in das landesweite Busnetz der Rede Expressos eingebunden.
Die Autobahn A26 soll bis Beja weitergebaut werden. Bisher ist Beja nicht direkt an das Autobahnnetz des Landes angeschlossen. Die IP2 führt 53 km südlich zur A2. Auch die IP8, hier auch Nationalstraße N260, verbindet Beja mit der A2, an der ebenfalls 53 km westlich gelegenen Anschlussstelle Nr. 10 (Grândola-Sul), und mit der etwa 65 km östlich gelegenen Grenze zu Spanien. In der Innenstadt von Beja sind viele Straßen zu eng für jedweden Autoverkehr. Die Hauptgeschäftsstraße, die Rua Capitão João Franciso de Sousa, wurde zur Fußgängerzone umgebaut und mit Sonnensegeln vor der Sommersonne geschützt.
Der Flughafen Beja auf dem Gelände des Militärflugplatzes nördlich der Stadt wird seit seiner Eröffnung 2011 für Privatflugzeuge und touristische Charterflüge genutzt. Die Erwartungen konnten nicht erfüllt werden, da bisher keine Fluggesellschaft den Flughafen in ihr Streckennetz aufgenommen hat (Stand: Winter 2013). Jedoch wird mit Anschluss an die Autobahn A26 und dem Abschluss von Verträgen u. a. mit Fracht- und Billigfluglinien eine Steigerung der Auslastung ab 2017 von den Verantwortlichen erwartet. Außerdem bestehen Bestrebungen, den Flughafen an die bestehende Eisenbahnstrecke anzuschließen.

## Söhne und Töchter der Stadt
- Muhammad al-Mu’tamid ibn Abbad (1040–1095), Dichter und Herrscher des Emirats Sevilla
- André de Gouveia (1497–1548), Humanist und Pädagoge
- Anton Govea (1505–1565 oder 1566), Jurist und Autor
- Amador Arrais (1530–1600), Theologe und Schriftsteller, Bischof von Portalegre
- Manuel Álvares (1545–1612), Arzt, Hochschullehrer an der Universität Toulouse
- António Raposo Tavares (1598–1658), Bandeirante in Brasilien
- Soror Mariana Alcoforado (1640–1723), Nonne und Schriftstellerin
- José Agostinho de Macedo (1761–1831), Schriftsteller und Historiker
- Carlos Zeferino Pinto Coelho (1819–1893), Jurist und Politiker, Miguelist
- Tomás António Garcia Rosado (1864–1937), Militär, 1918 Kommandeur des Portugiesischen Expeditionskorps im Ersten Weltkrieg
- António Maria Baptista (1866–1920), Ministerpräsident von Portugal
- Deolinda Lopes Vieira (1888–1993), Grundschullehrerin, feministische und anarchosyndikalistische Aktivistin
- Mário Beirão (1890–1965), Schriftsteller, Salazar-Anhänger, Texter der Hymne der Jugendorganisation des Regimes, der Mocidade Portuguesa
- Catarina Eufémia (1928–1954), erschossene Landarbeiterin, Symbol des Widerstands gegen die Estado-Novo-Diktatur
- José dos Santos (* 1945), Fußballschiedsrichter
- Tonicha (* 1946), Sängerin
- Linda de Suza (* 1948), Sängerin in Frankreich
- Fernando Mamede (* 1951), Rekord-Langstreckenläufer
- Graça Carvalho (* 1955), Ingenieurin und Ministerin
- Custódia Galego (* 1959), Schauspielerin
- António Machuco Rosa (* 1959), Hochschullehrer und Kommunikationstheoretiker
- José António Falcão (* 1961), Hochschullehrer, Historiker und Museologe
- Pedro Caixinha (* 1970), erfolgreicher Fußballtrainer insbesondere in Mexiko
- Carlos Moedas (* 1970), Bauingenieur, Ökonom und Politiker
- Ana Cabecinha (* 1984), olympische Leichtathletin
- Anna Julia Kapfelsperger (* 1985), deutsche Schauspielerin
- Tiago Targino (* 1986), Fußballspieler
- Isaac Alfaiate (* 1988), Model und Schauspieler
- João Miguel Coimbra Aurélio (* 1988), Fußballspieler
- Diogo Gonçalves (* 1997), Fußballspieler

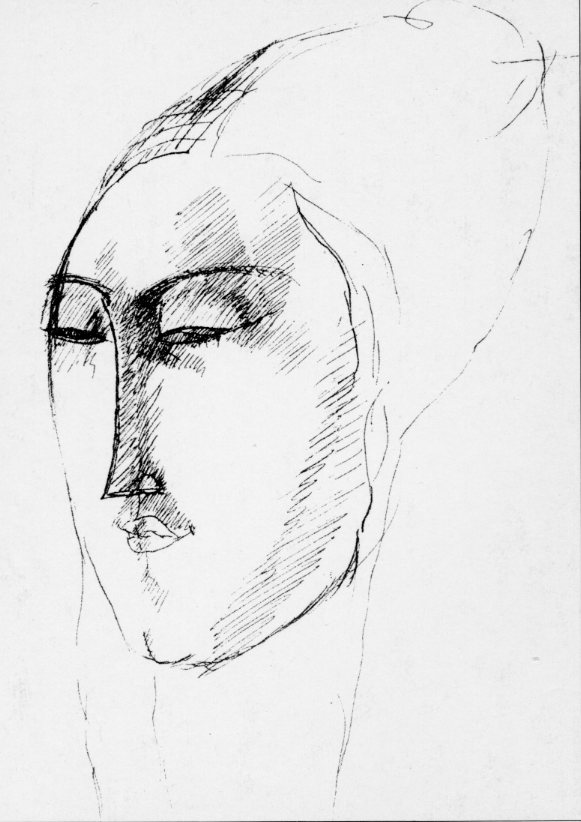
Mariana Alcoforado (Zeichnung von Modigliani)
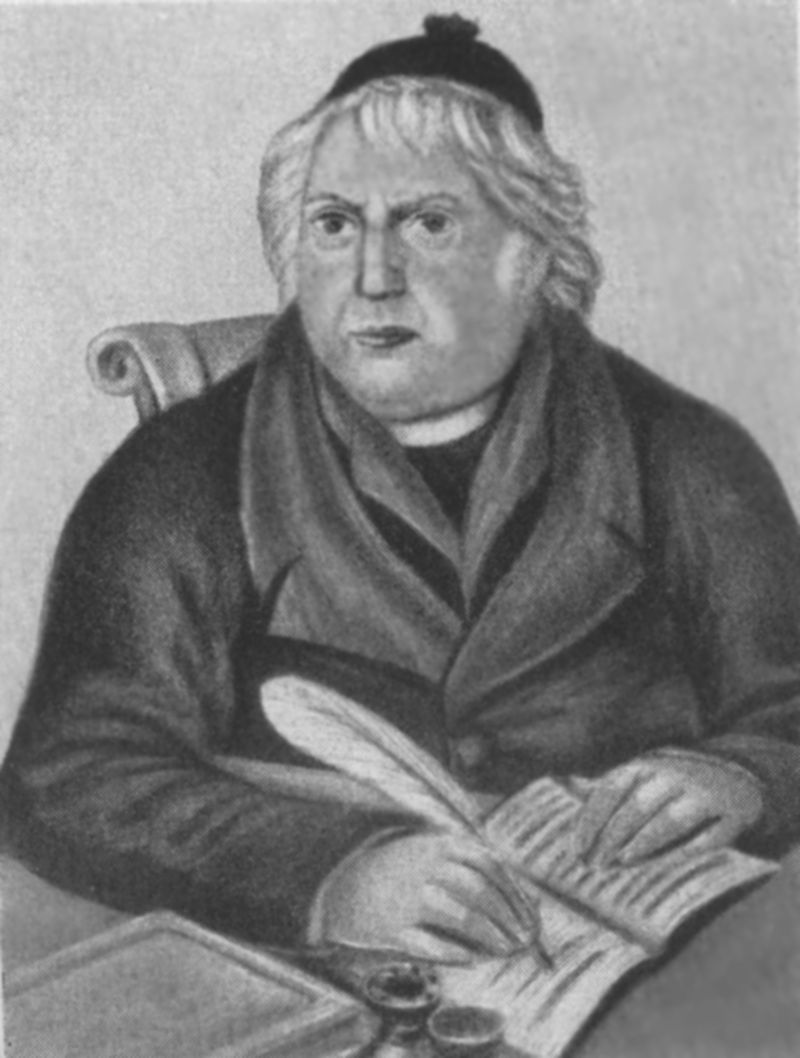
José Agostinho de Macedo
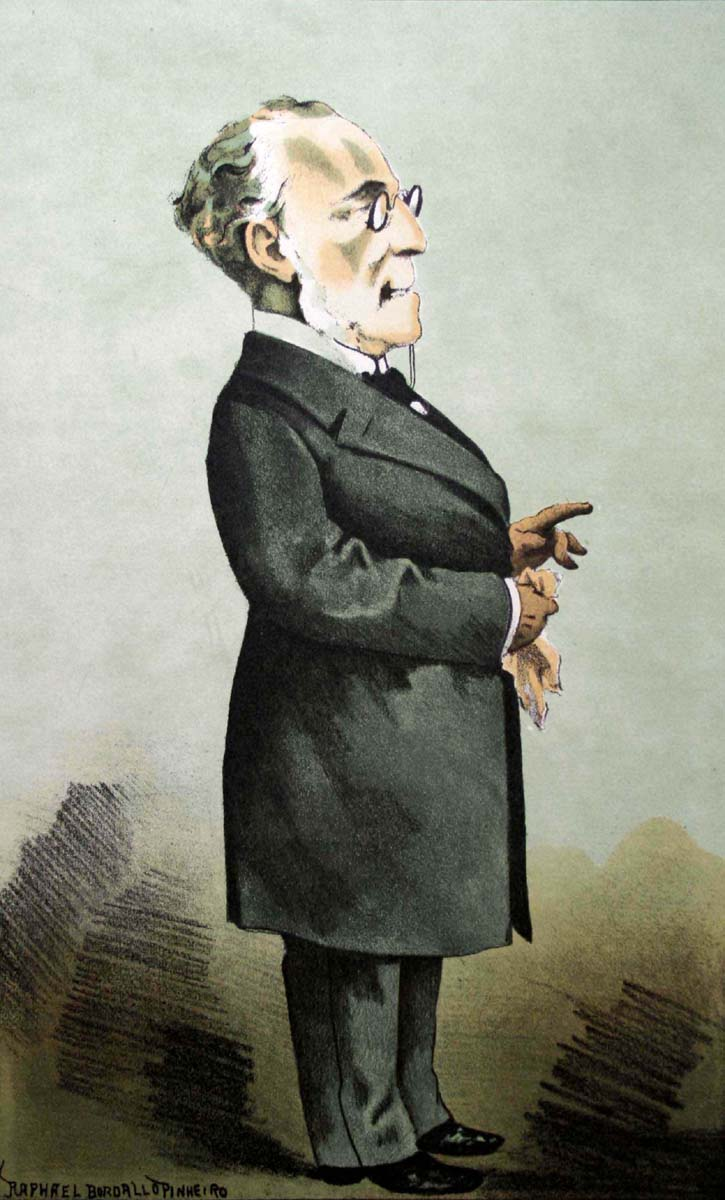
Carlos Zeferino Pinto Coelho (Karikatur von Rafael Bordalo Pinheiro, 1881)
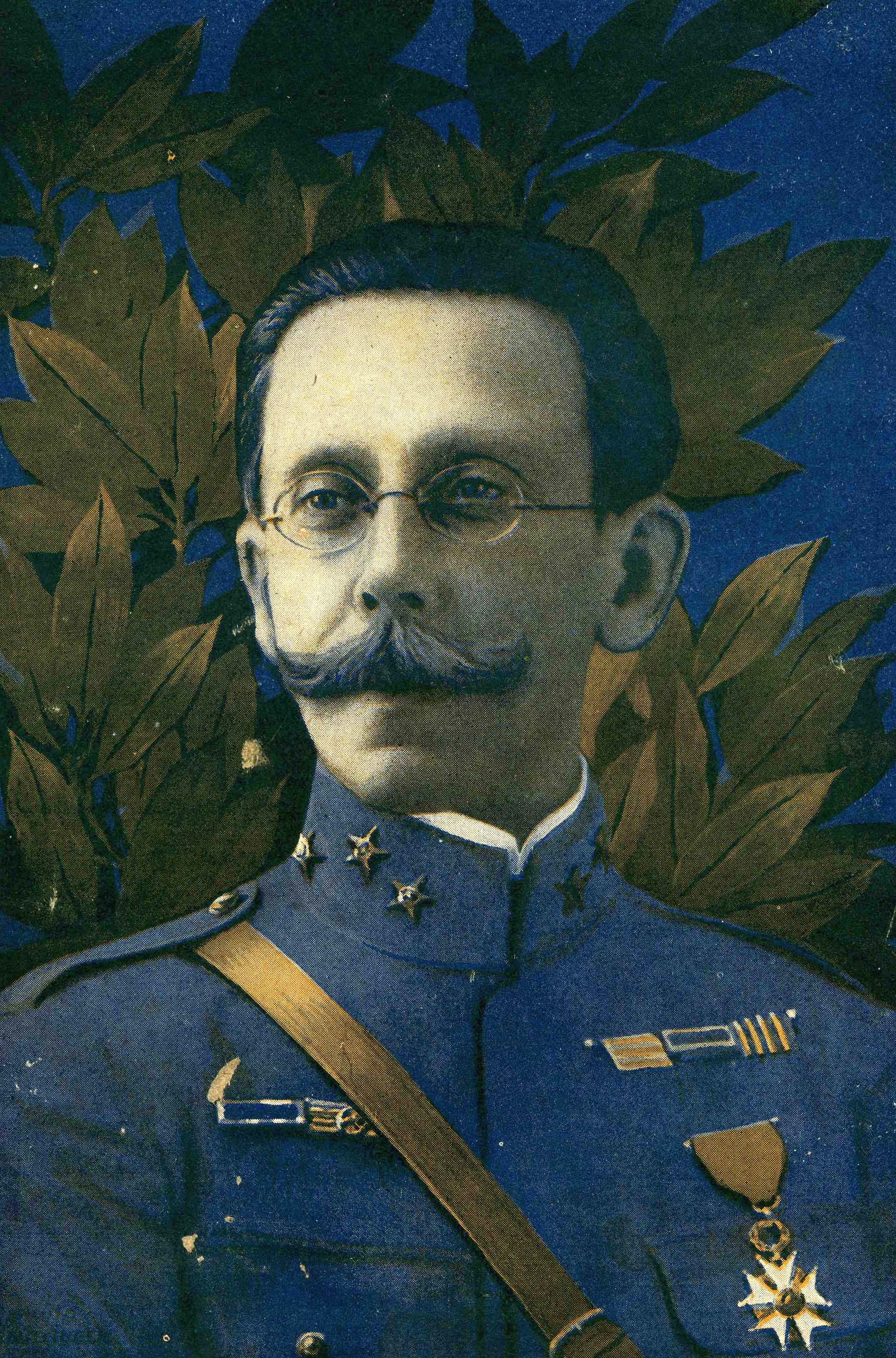
Tomás António Garcia Rosado
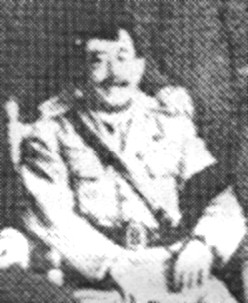
António Maria Baptista
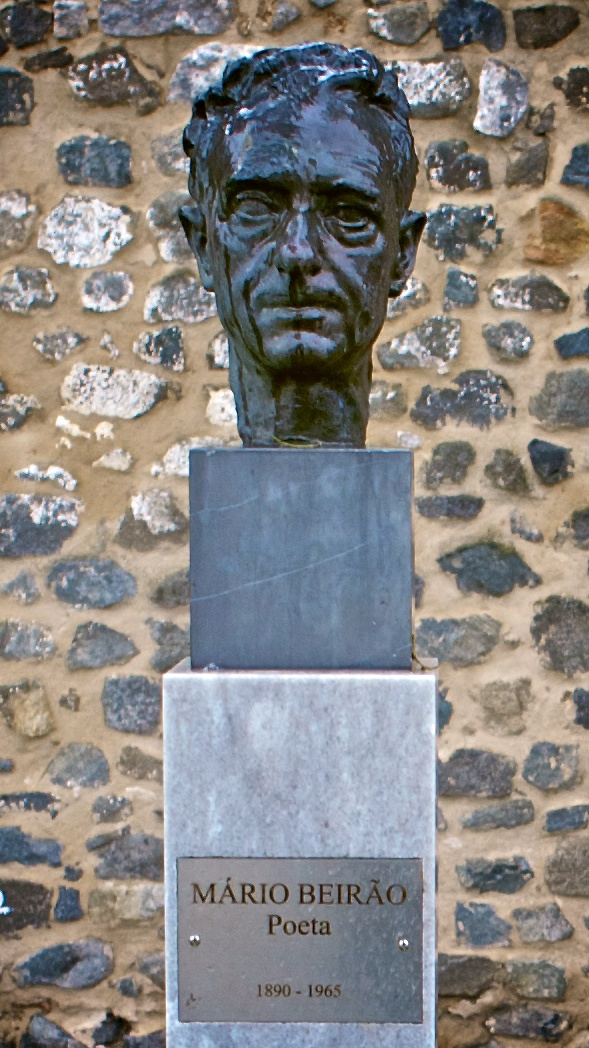
Büste Mário Beirãos
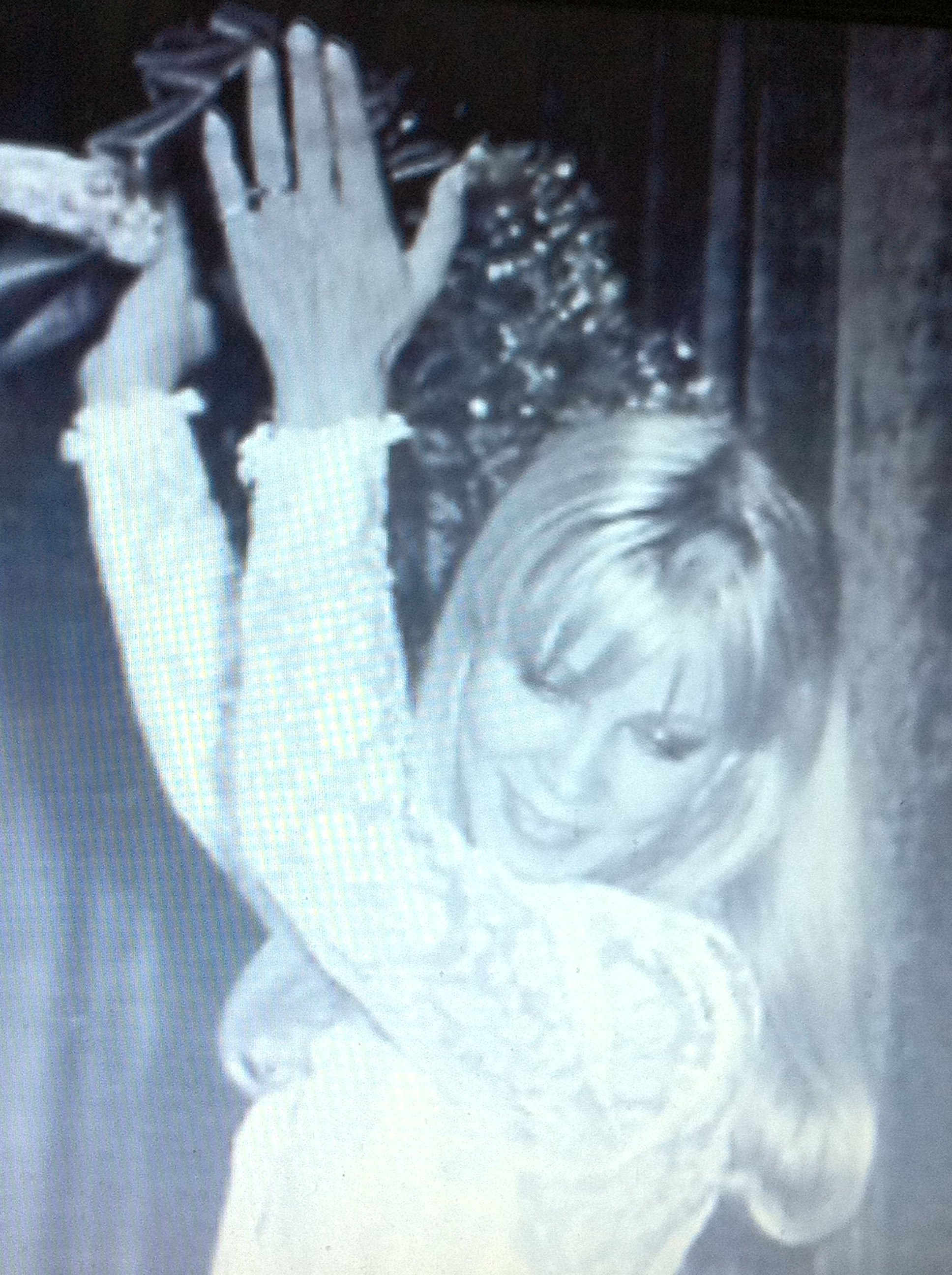
Tonicha